# FSV Kürenz
Der FSV Kürenz 1920 e.V. ist ein Fußballverein aus dem Trierer Stadtteil Kürenz. Die Sportanlage des Vereins befindet sich auf dem „Petrisberg“ auf dem Gelände der ehemaligen Landesgartenschau.
Seine größten Erfolge feierte er in der Nachkriegszeit, als er von 1946 bis 1950 der Oberliga Südwest angehörte. Diese stellte damals eine der fünf Staffeln der höchsten Spielklasse dar.
63 bekannte Spieler des FSV siehe in der Liste der Spieler der Fußball-Oberliga Südwest.
Bekannt wurde der Club vor allem durch die höchste Nachkriegsniederlage in einem Erstligaspiel Deutschlands, dem 0:20 beim 1. FC Kaiserslautern in der Oberliga-Spielzeit 1946/47. Ebenfalls mit mindestens zehn Gegentoren beendete der FSV Kürenz die Spiele bei Borussia Neunkirchen (0:12, 1947/48) und ein weiteres Mal in Kaiserslautern (diesmal mit 0:18, 1949/50).
Seit der Saison 2015/16 spielte die erste Herrenmannschaft des FSV Kürenz in der zehntklassigen Kreisliga C Trier/Eifel des Fußballverbandes Rheinland. 2025 gelang der Aufstieg in die Kreisliga B.